# Germany 12 Points! (2005)
Unter dem Titel Germany 12 Points! fand am 12. März 2005 in Berlin die Vorentscheidung für den deutschen Teilnehmer am Eurovision Song Contest 2005 in Kiew statt. Veranstaltet wurde der Wettbewerb, der um 20:15 Uhr live in der ARD übertragen wurde, vom Norddeutschen Rundfunk. Der Austragungsort war die Arena Berlin. Moderiert wurde die Sendung von Reinhold Beckmann.

## Format
Im Gegensatz zum Vorjahr gab es keine Kooperation mit dem Musiksender VIVA, weshalb sich weniger bekannte Namen in dem Teilnehmerfeld wiederfanden. Stattdessen wurde laut NDR-Unterhaltungschef Jürgen Meier-Beer von den Plattenfirmen, die Kandidaten für den Vorentscheid stellten, gefordert, sich an den internationalen Erfolgschancen zu orientieren. Dafür habe der Bekanntheitsgrad in Deutschland keine Relevanz.
Neu war, dass diesmal einige Teilnehmer von prominenten Paten unterstützt wurden, die ihren Schützling in einem Einspielfilm vorstellten. So drückte Udo Lindenberg seiner Muse Ellen ten Damme die Daumen, während sich Heinz Rudolf Kunze für die Allee der Kosmonauten einsetzte.
Bemerkenswert ist, dass im Finale drei ehemalige Castingshow-Teilnehmer vertreten waren. Gracia traf auf ihre ehemalige Konkurrentin Nicole Süßmilch von Deutschland sucht den Superstar, Marco Matias hatte bei Die deutsche Stimme 2003 teilgenommen. Zudem stammte sowohl der Text von Gracias Beitrag Run & Hide als auch der Text zu A Miracle of Love des Duos Süßmilch/Matias aus der Feder von Bernd Meinunger.
Aufmerksamkeit erregte auch die Mannheimer Band Königwerq, die mit der hochschwangeren Sängerin Dania König auftrat, sowie die Kölnerin Villaine, die über ihre Liebe zu einer Frau sang.
Die Jacob Sisters wollten mit dem Lied Moshammer lebt antreten, erhielten jedoch keine Zulassung, da sie die Stimme des kurz zuvor ermordeten Rudolph Moshammer vom Band einspielen wollten, obwohl ausschließlich live gesungen werden darf.
Im Rahmenprogramm traten außerdem internationale Gäste wie die Vorjahressiegerin Ruslana Lyschytschko aus der Ukraine auf. Des Weiteren waren Patricia Kaas aus Frankreich, Emma Bunton aus Großbritannien, Al Di Meola aus den USA und Leonid Agutin aus Russland dabei.
Der Gewinner wurde per Televoting bestimmt. Man konnte per Telefon und SMS abstimmen. Es gab wieder zwei Wahlrunden.

## Teilnehmer
Folgende zehn Kandidaten wetteiferten um das Ticket nach Kiew.
| Startnr. | Interpret                      | Lied Musik (M) und Text (T)                                              |
| -------- | ------------------------------ | ------------------------------------------------------------------------ |
| 01       | Murphy Brothers                | Picking Up the Pieces M/T: Andrew Murphy, Stephen Murphy                 |
| 02       | Ellen ten Damme                | Plattgeliebt M/T: Udo Lindenberg                                         |
| 03       | Orange Blue                    | A Million Teardrops M/T: Volkan Baydar, Fontaine Burnett, Bülent Aris    |
| 04       | Königwerq                      | Unschlagbar M/T: Dania König, Mathias Kiefer                             |
| 05       | Villaine                       | Adrenalin M/T: Peter Power, Ully Jonas, Vera Viehöfer                    |
| 06       | Allee der Kosmonauten          | Dein Lied M/T: Mischa Marin                                              |
| 07       | Nicole Süßmilch & Marco Matias | A Miracle of Love M: Ralph Siegel (als "Mario Mathias"); T: John O’Flynn |
| 08       | Gracia                         | Run & Hide M: David Brandes, Jane Tempest; T: John O’Flynn               |
| 09       | Stefan Gwildis                 | Wunderschönes Grau M/T: Stefan Gwildis, Michy Reincke                    |
| 10       | Mia Aegerter                   | Alive M/T: Mia Aegerter, Julian Feifel                                   |

Gracia und Nicole Süßmilch & Marco Matias erhielten im ersten Wahlgang die meisten Stimmen, womit sie sich für das Super-Finale qualifizierten.
 Kandidat hat sich für das Finale qualifiziert.

## Finale
Im Finale wurde zwischen zwei Liedern erneut über den endgültigen Sieger abgestimmt. Der Texter Bernd Meinunger war an beiden beteiligt.
| Interpret                      | Lied Musik (M) und Text (T)                                   | Ergebnis (in Prozent) |
| ------------------------------ | ------------------------------------------------------------- | --------------------- |
| Gracia                         | Run & Hide M: David Brandes, Jane Tempest; T: Bernd Meinunger | 52,8 %                |
| Nicole Süßmilch & Marco Matias | A Miracle of Love M: Ralph Siegel; T: Bernd Meinunger         | 47,2 %                |

Damit ging Gracia als Siegerin aus dem Wettbewerb hervor und vertrat Deutschland beim Eurovision Song Contest 2005. In Kiew belegte sie den 24. und somit letzten Platz.